# José Trassi
José Francisco Trassi Teixeira (São Paulo, 4 de setembro de 1984), conhecido apenas como José Trassi ou Zé Trassi, é um ator, apresentador e dublador brasileiro. É formado em artes cênicas pela New York Film Academy, dos Estados Unidos, e em teatro pela Pontifícia Universidade Católica de São Paulo (PUC).

## Carreira
Em 1999 estreou no seriado Sandy & Junior interpretando Dodô, o líder da rádio estudantil e braço direito de Junior, ficando no elenco até o final da terceira temporada, quando o seriado se mudou para o Rio de Janeiro e parte do elenco foi dispensado. Na mesma época estreou no teatro no musical Tutti-Frutti: O Musical, contracenando com parte do elenco do seriado. Em 2003 esteve no filme Enjaulados, no papel de um marginal que fica preso junto à um policial em um túnel subterrâneo que desaba, sendo levado ao extremo do desespero.. O filme foi indicado ao Festival Internacional de Curtas de São Paulo. Em 2004 integrou o elenco do seriado Galera, na TV Cultura, em uma ambientação semelhante à seu primeiro trabalho, porém sob uma história mais realista e dramática. Em 2005 esteve no seriado Carandiru, Outras Histórias como Luizinho, além de protagonizar a peça teatral Quarto de Estudante, escrita por Paulo Vilhena. Em 2006 interpretou Marquinhos no filme Boleiros 2 - Vencedores e Vencidos, um jogador internacionalmente famoso que volta da Itália para salvar o time da trama central. Em 2008 esteve nos filmes Sertão: Veredas e Linha de Passe, além de participar do seriado Alice como a drag queen Luana Baygton. Em 2009, de volta ao Brasil após uma temporada estudando nos Estados Unidos, participa do filme Os Inquilinos e retorna aos palcos com duas peças: Honey, adaptação do clássico da Broadway, e Namorados da Catedral Bêbada, a qual ficou por dois anos em cartaz. Em 2010 entra para o elenco da montagem teatral Banana Mecânica, além de protagonizar Os Imprestáveis, que também rodaria o Brasil por dois anos, paralelamente com os demais projetos.
Em 2011 protagoniza o filme independente Amparo e participa da peça institucional Colcha de Sonhos, produzida pelo banco Santander para empresas privadas coligadas. Em 2012 integra o elenco de Céu da África, sua primeira comédia em doze anos. Em 2013 reestreia a peça Banana Mecânica por mais uma temporada após a solicitação do Teatro Roosevelt. Logo após, no mesmo ano, se revezar em duas outras montagens: Na Cama com Tarantino – inspirada nos personagens dos clássicos filmes de Quentin Tarantino – e Nunca Mais, ficando em cartaz com ambas até o ano seguinte. Em 2014 também integra o elenco dos filmes Muro Que Divide Mundos e Lascados, além de retornar à televisão na minissérie Milagres de Jesus. Em 2015 participa de Estrada 47, longa-metragem sobre a Segunda Guerra Mundial, no qual interpreta um militar da Força Expedicionária Brasileira. No mesmo ano é contratado pela MTV para apresentar o MTV Móv3l, programa gravado dentro de um trailer, rodando diversas localidades, no qual cantores convidados debatiam temáticas do universo jovem. Em 2016 volta aos palcos protagonizando a montagem Infiéis, além de integrar o elenco dos filmes Royale with Cheese e Mais Forte que o Mundo, sobre o lutador de MMA José Aldo.
Em 2019, José Trassi grava a série Segunda Chamada da Rede Globo, dirigida por Joana Jabace e Ricardo Spencer, interpretando "Giraia". Ainda em 2019, chega às salas de cinema com alguns trabalhos. São esses: Predestinado - Arigó, dirigido por Gustavo Fernandez, onde interpreta "Preto", o escrivão do Dr Fritz; Divaldo Franco -O Filme, dirigido por Clóvis Mello. Nessa obra, José interpreta "Paulinho"; Carcereiros, o filme dirigido por José Eduardo Belmonte, José interpreta "Damásio".

## Vida pessoal
Em 2008 passou um ano nos Estados Unidos realizando o curso de artes cênicas voltado ao cinema pela New York Film Academy. De volta ao Brasil, em 2009, ingressou na faculdade de teatro na Pontifícia Universidade Católica de São Paulo (PUC), onde se formou em 2012. Paralelamente fez o curso de dublador pelo DuBrasil, também em 2009. Em 2016 começou a namorar a atriz Dani Moreno, com quem se casou em 20 de abril de 2019.

## Teatro
| Ano     | Título                       | Personagem       |
| ------- | ---------------------------- | ---------------- |
| 2000    | Tutti-Frutti: O Musical      | Adalberto        |
| 2005    | Quarto de Estudante          | Toni             |
| 2009    | Honey                        | Billy            |
| 2009–11 | Namorados da Catedral Bêbada | Bernardo Machado |
| 2010    | Banana Mecânica              | Fábio            |
| 2010–12 | Os Imprestáveis              | Ezequiel         |
| 2011    | Colcha de Sonhos             | Matheus          |
| 2012    | Céu da África                | Teotônio         |
| 2013    | Banana Mecânica (reestreia)  | Fábio            |
| 2013–14 | Na Cama com Tarantino        | Mr. Johnson      |
| 2013–14 | Nunca Mais'                  | Jonas            |
| 2016–17 | Infiéis                      | Carlos           |
| 2017–18 | As Cores no Som              | Fantasia         |

## Filmografia

### Cinema
| Ano  | Título                                        | Personagem     | Nota           |
| ---- | --------------------------------------------- | -------------- | -------------- |
| 2003 | Enjaulados                                    | Luís           | Curta-metragem |
| 2006 | Boleiros 2 - Vencedores e Vencidos            | Marquinhos     |                |
| 2008 | Sertão: Veredas                               | Mulato         |                |
| 2008 | Linha de Passe                                | Felipe         |                |
| 2009 | Os Inquilinos                                 | Romualdo       |                |
| 2009 | A Life Story                                  | Joe            | Curta-metragem |
| 2010 | Detalhes Conjuntos                            | Joss           | Curta-metragem |
| 2010 | Moleque                                       | Déco           | Curta-metragem |
| 2011 | Amparo                                        | João           |                |
| 2012 | Filme para Poeta Cego                         | Ele mesmo      | Documentário   |
| 2014 | Muro Que Divide Mundos                        | Murilo         |                |
| 2014 | Lascados                                      | Burunga        |                |
| 2015 | Estrada 47                                    | Soldado Caldas |                |
| 2015 | Hipocrates                                    | Bandido        | Curta-metragem |
| 2016 | Royale with Cheese                            | Jackson        | Curta-metragem |
| 2016 | Mais Forte que o Mundo                        | Guimba         |                |
| 2019 | Divaldo Franco: O Filme                       | Paulinho       |                |
| 2020 | Predestinado: Arigó e o Espírito do Dr. Fritz | Preto          |                |

### Televisão
| Ano     | Título                      | Personagem              | Nota                              |
| ------- | --------------------------- | ----------------------- | --------------------------------- |
| 1999–01 | Sandy & Junior              | Dorival de Souza (Dodô) | Temporada 1–3                     |
| 2002    | Turma do Gueto              | Dimas                   |                                   |
| 2004    | Galera                      | Pedro Pereira           | Temporada 2                       |
| 2005    | Carandiru, Outras Histórias | Luizinho                |                                   |
| 2008    | Alice                       | Luana Baygton           |                                   |
| 2013    | Pedro & Bianca              | Bruno                   | Episódio: "Pichação"              |
| 2013    | Três Teresas                | Lucas                   | Episódio: "Como Nossos Pais"      |
| 2014    | (Des)encontros              | André                   | Episódio: "André e Júlia"         |
| 2014    | Milagres de Jesus           | Rayna                   | Episódio: "O Leproso de Genesaré" |
| 2015    | Na Mira do Crime            | MC Subúrbio             |                                   |
| 2015–16 | MTV Móv3l                   | Apresentador            |                                   |
| 2017    | Mais Forte que o Mundo      | Guimba                  |                                   |
| 2019    | Segunda Chamada             | William Araújo (Giraia) | Temporada 1                       |
| 2022    | Além da Ilusão              | Dr. Reynaldo            | Episódio: "15 de abril"           |
| 2024    | Sutura                      | Edmundo Dias            |                                   |

## Dublagem

### Televisão
| Ano     | Título                   | Personagem        |
| ------- | ------------------------ | ----------------- |
| 2008    | The Legend of Bruce Lee  | Dan Inosanto      |
| 2009–11 | Os Cavaleiros do Zodíaco | Wimber de Morcego |
| 2011    | Show do Chaves           | Seu Madruga       |

### Videogame
| Ano  | Título      | Personagem  |
| ---- | ----------- | ----------- |
| 2014 | Chaves Kart | Seu Madruga |